# Éperviers de Sorel
Die Éperviers de Sorel (englisch: Sorel Black Hawks) waren eine kanadische Eishockeymannschaft aus Sorel-Tracy und Verdun, Québec. Das Team spielte von 1969 bis 1981 unter verschiedenen Namen in einer der drei höchsten kanadischen Junioren-Eishockeyligen, der Québec Major Junior Hockey League (QMJHL).

## Geschichte
Die Éperviers de Sorel wurden 1969 als Franchise der Québec Major Junior Hockey League gegründet. Der größte Erfolg der Mannschaft war der Gewinn der East Division in der Saison 1973/74 sowie der Lebel Division in der Saison 1978/79. Zudem stellte das Team aus Québec in der Saison einen Offensiv-Rekord der Canadian Hockey League mit 620 erzielten Toren in einer Spielerzeit auf. Sowohl Pierre Larouche, Michel Deziel und Jacques Cossette gelangen jeweils mehr als 90 Tore und über 200 Scorerpunkte. Zudem erzielt Sorels Torwart Claude Legris die Trophée Jacques Plante trotz eines Gegentorschnittes von 4.50 Toren pro Spiel.
Für den Zeitraum von 1977 bis 1979 waren die Éperviers in Verdun aktiv. Nach einer Spielzeit als Verdun/Sorel Éperviers kehrten sie nach unter ihrem ursprünglichen Namen nach Sorel zurück. Im Anschluss an die Saison 1980/81 wurde das Franchise nach Granby, Québec, umgesiedelt, wo es anschließend unter dem Namen Bisons de Granby in der QMJHL aktiv war.

## Ehemalige Spieler
Folgende Spieler, die für die Éperviers de Sorel aktiv waren, spielten im Laufe ihrer Karriere in der National Hockey League:
| - Norm Aubin - Marco Baron - Michel Belhumeur - Michel Bergeron - Serge Bernier - Gilles Bilodeau | - Ray Bourque - Jacques Cossette - Richard David - Lucien DeBlois - Michel Deziel - Jean-Marc Gaulin | - Pierre Giroux - Benoit Gosselin - Brian Johnson - Steve Kasper - Alain Langlais - Jean-Marc Lanthier | - Pierre Larouche - Claude Legris - Pierre Mondou - Bob Ritchie - Ron Smith - Chris Valentine |

## Team-Rekorde

### Karriererekorde
Spiele: 270  Lucien DeBlois
Tore: 196  Michel Deziel
Assists: 261  Michel Deziel
Punkte: 457  Michel Deziel
Strafminuten: 682  Carlo Torresan